# 1420
- Wikisource

| Calendário gregoriano                                                        | 1420 MCDXX                                           |
| Ab urbe condita                                                              | 2173                                                 |
| Calendário arménio                                                           | 869 – 870                                            |
| Calendário bahá'í                                                            | -424 – -423                                          |
| Calendário budista                                                           | 1964                                                 |
| Calendário chinês                                                            | 4116 – 4117 Início a 15 de janeiro (aproximadamente) |
| Calendário copta                                                             | 1136 – 1137                                          |
| Calendário etíope                                                            | 1412 – 1413                                          |
| Calendários hindus - Vikram Samvat - Calendário nacional indiano - Cáli Iuga | 1475 – 1476 1341 – 1342 4520 – 4521                  |
| Calendário Holoceno                                                          | 11420                                                |
| Calendário islâmico                                                          | 823 – 824                                            |
| Calendário judaico                                                           | 5180 – 5181                                          |
| Calendário persa                                                             | 798 – 799                                            |
| Calendário rúnico                                                            | 1670                                                 |
| Calendário solar tailandês                                                   | 1963                                                 |

1420 (MCDXX, na numeração romana) foi um ano bissexto do século XV do Calendário Juliano, da Era de Cristo, e as suas letras dominicais foram  G e F (52 semanas), teve início a uma segunda-feira e terminou a uma terça-feira.
| Ano completo                            |
| --------------------------------------- |
| Ano bissexto com início à segunda-feira |

## Eventos
- Guerra dos cem anos: Assinatura do tratado de Troyes que nomeia Henrique V de Inglaterra herdeiro de França. Na sequência do tratado, Henrique casa com Catarina de Valois, princesa de França a 2 de Junho.
- João Gonçalves Zarco, Tristão Vaz Teixeira e Bartolomeu Perestrelo, descobrem a Ilha da Madeira, que é de imediato povoada.
- Reconhecimento do arquipélago da Madeira. Segunda viagem.
- Edificação da Capela de Nossa Senhora da Conceição (Câmara de Lobos) no calhau da baía de Câmara de Lobos.

## Nascimentos
- Rui Gomes de Lira, Cavaleiro e Rico-homem português. foi Senhor de Lira, actual Lara. Foi juiz entre os anos de 1450 e 1466.